# Wei Qingguang
Wei Qingguang, chiń. 韋晴光 (ur. 2 lipca 1962 w Nanningu) – chiński tenisista stołowy, od 1998 roku reprezentujący Japonię jako Seikō Iseki (jap. 偉関 晴光, Iseki Seikō), mistrz olimpijski z Seulu (1988), medalista mistrzostw świata i igrzysk azjatyckich.
Dwukrotnie uczestniczył w letnich igrzyskach olimpijskich. W 1988 roku na igrzyskach w Seulu zdobył złoty medal olimpijski w grze podwójnej (razem z nim grał Chen Longcan). W drugim starcie olimpijskim, w 2000 roku na igrzyskach w Sydney, jako reprezentant Japonii, zajął dziewiąte miejsce w grze podwójnej (wspólnie z Toshio Tasaki) i siedemnaste w grze pojedynczej.
W latach 1987–2000 zdobył trzy medale mistrzostw świata (jako reprezentant Chińskiej Republiki Ludowej – złoty i brązowy w deblu wspólnie z Chen Longcanem, a jako reprezentant Japonii brązowy w grze drużynowej), w latach 1990–1998 pięć medali igrzysk azjatyckich (jeden złoty, dwa srebrne i dwa brązowe), a w latach 1986–2000 siedem medali mistrzostw Azji (dwa złote, dwa srebrne i trzy brązowe).